# Тетеров
Те́теров (нем. Teterow) — город в Германии, в земле Мекленбург-Передняя Померания.
Входит в состав района Гюстров. Население составляет 9,1 тыс. человек (2009); в 2003 г. — 9,9 тысяч. Занимает площадь 47,17 км². Официальный код — 13 0 53 087.
Основан не позднее VIII века. Тетеров был административным центром славянского племени черезпенян. Название города славянского происхождения — от вида птицы (тетерев) или личного имени.

## Фонтан щуки

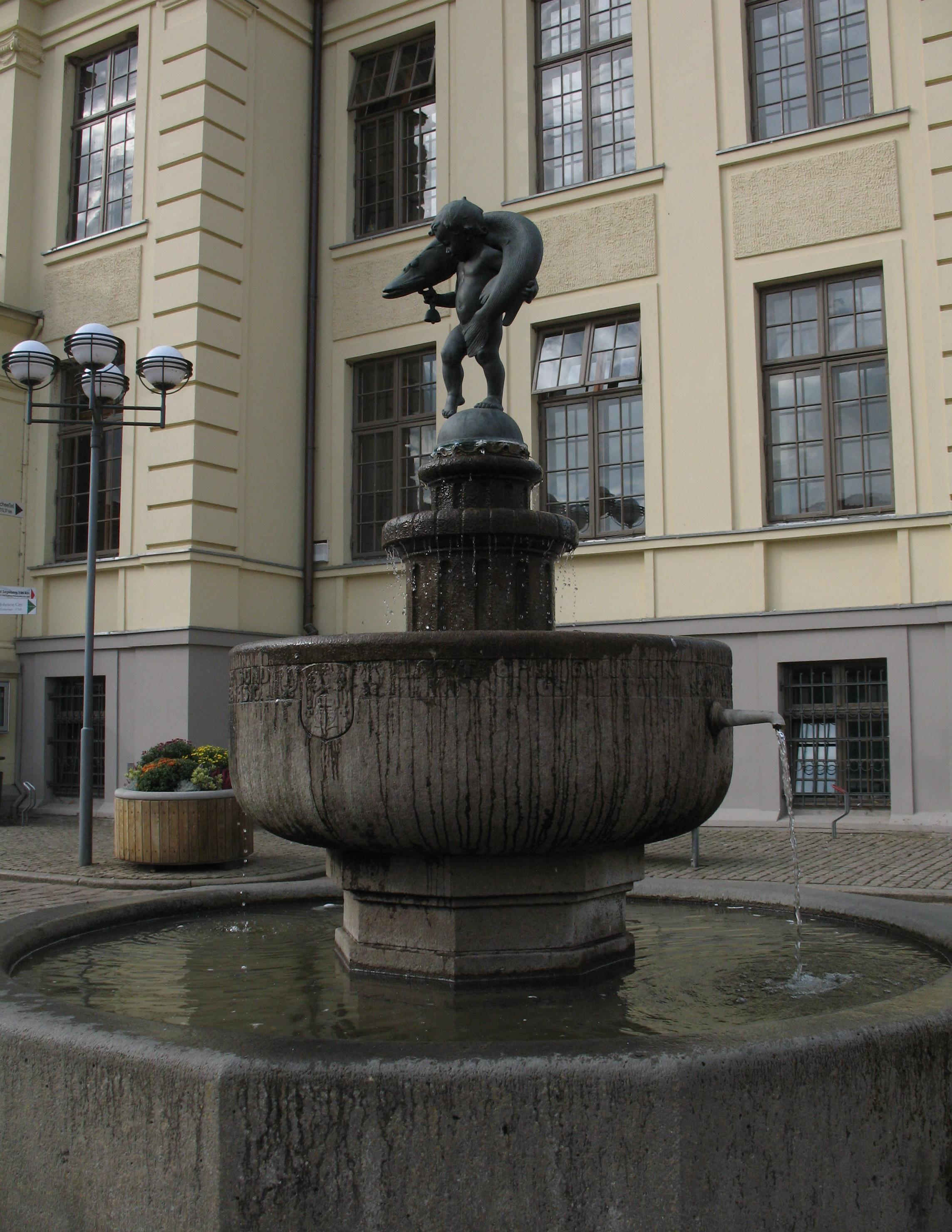
Фонтан щуки

С 17 мая 1914 года «Фонтан щуки», спроектированный архитектором Вильгельмом Вандшнайдером, украсил рыночную площадь и стал достопримечательностью города. Скульптурная группа фонтана изображает мальчика на плечах которого лежит огромная щука с колокольчиком. Этот сюжет связан со старинной местной легендой. В давние времена молодой рыболов поймал в местном озере прекрасную щуку, но захотел сохранить её до ближайшего праздника, чтобы похвастаться перед другими рыболовами. Для этого он привязал к рыбе колокольчик, чтобы опознать её снова, и снова выпустил в Тетеровское озеро. До сих пор местные рыбаки, поймав рыбу, приговаривают шутя «Это та с колокольчиком». На городских праздниках обязательно присутствует рыболов с огромной щукой, которая стала символом города Тетеров.

## Галерея

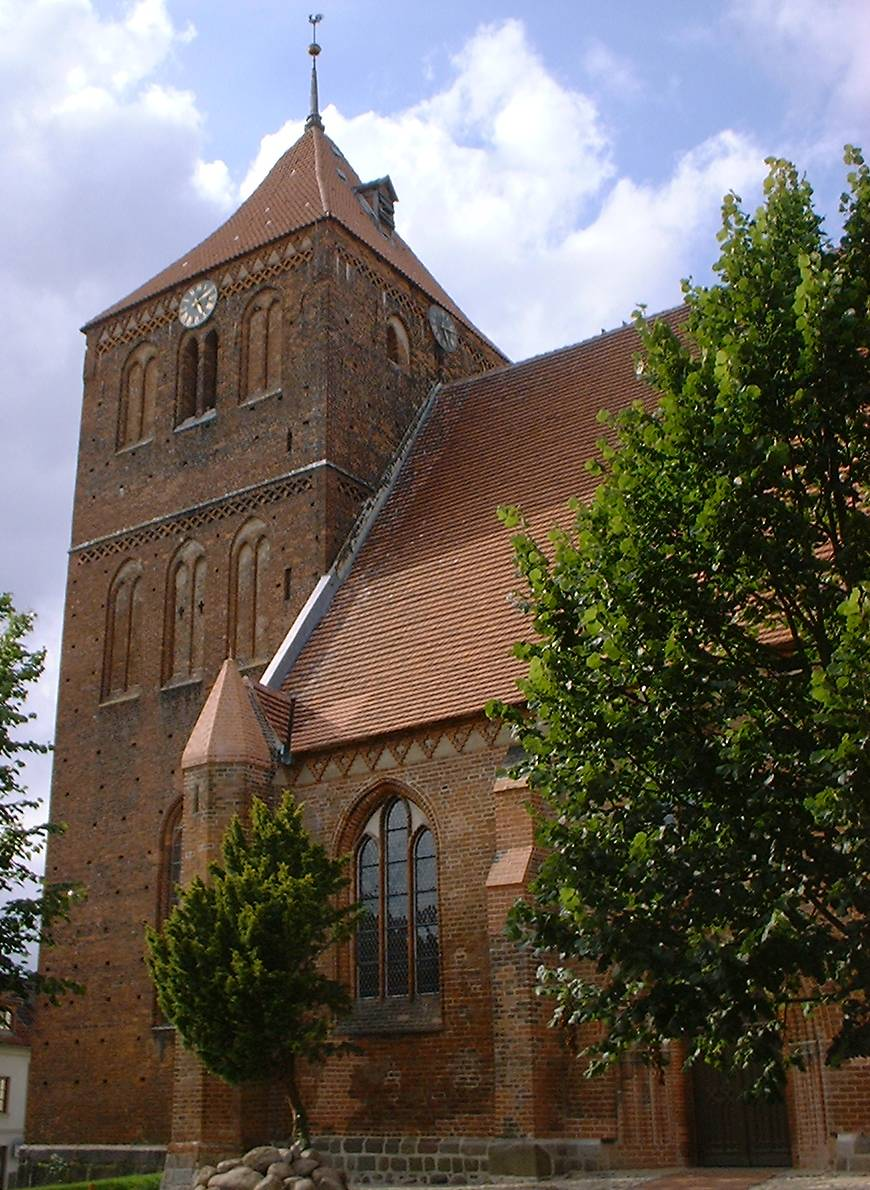
Собор Св. Петра и Павла
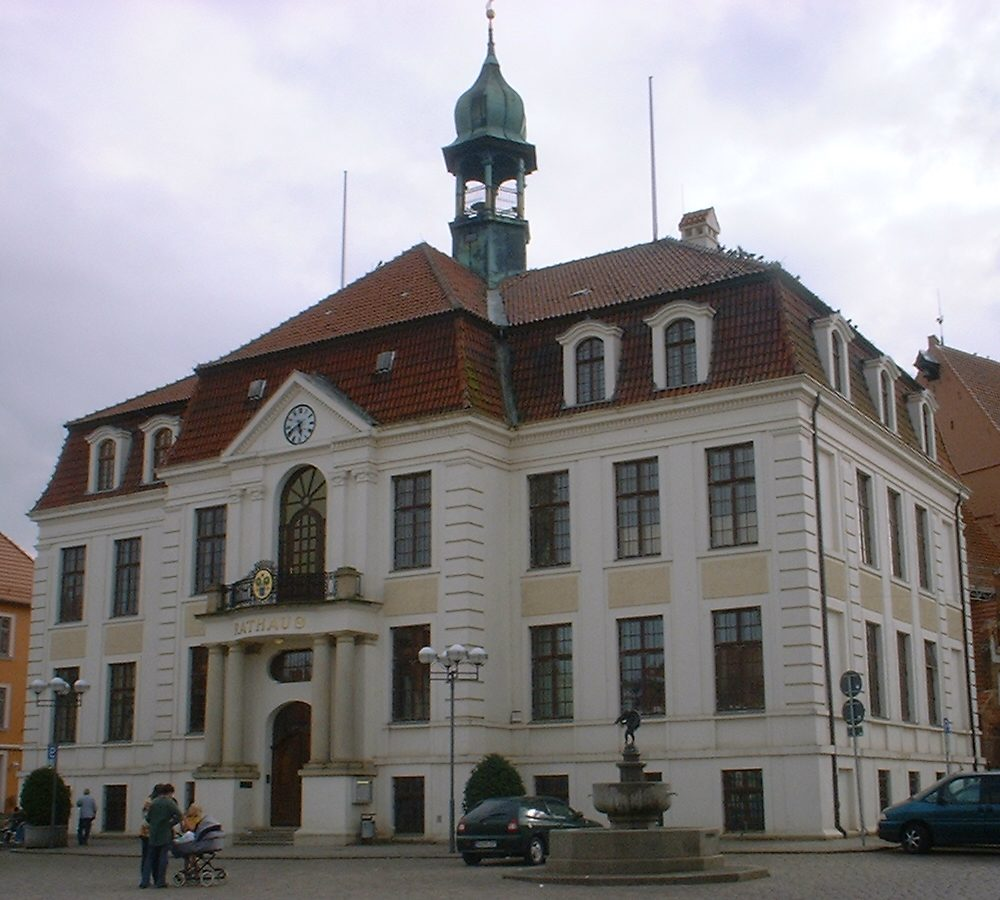
Ратуша на рыночной площади
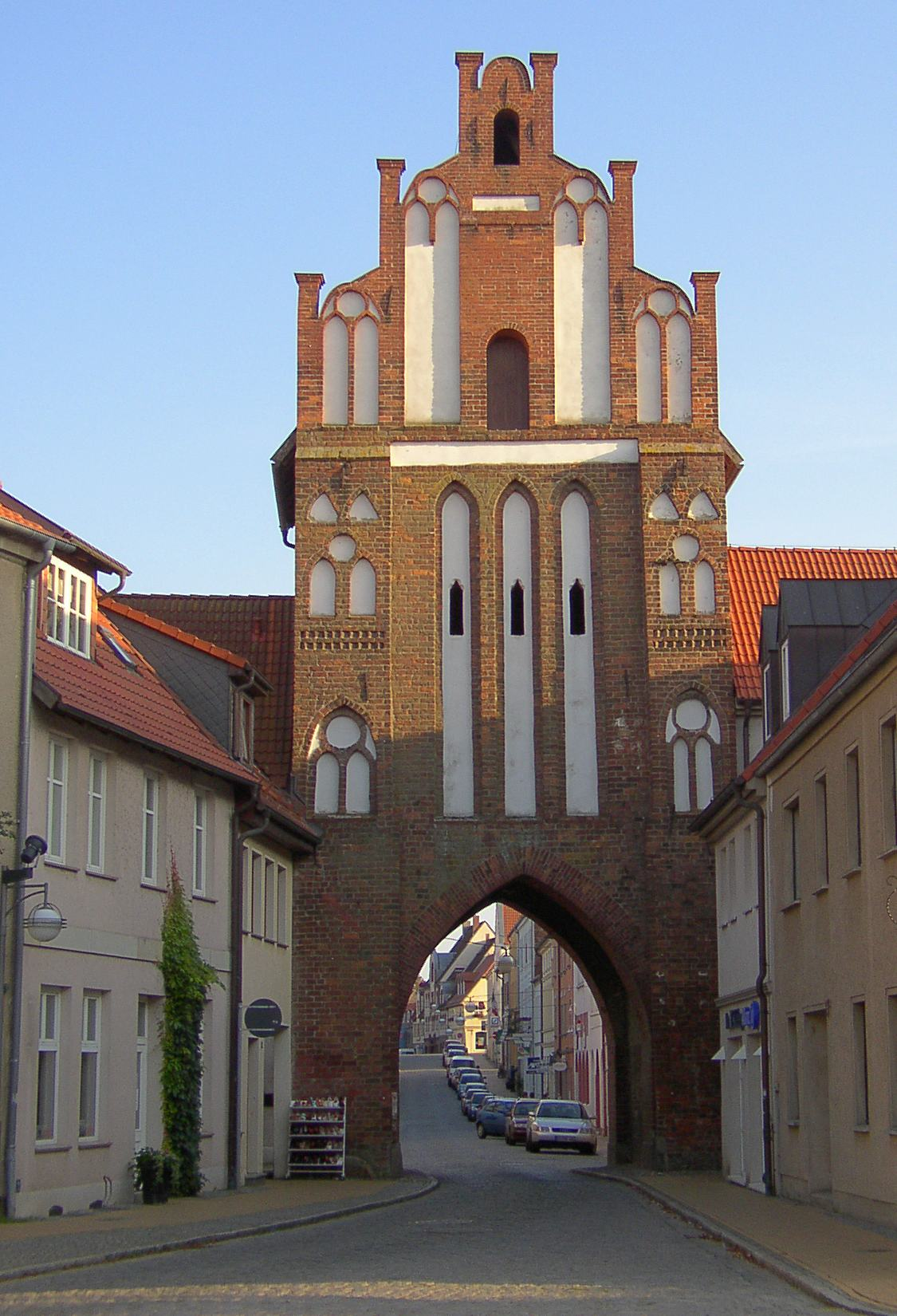
Ворота

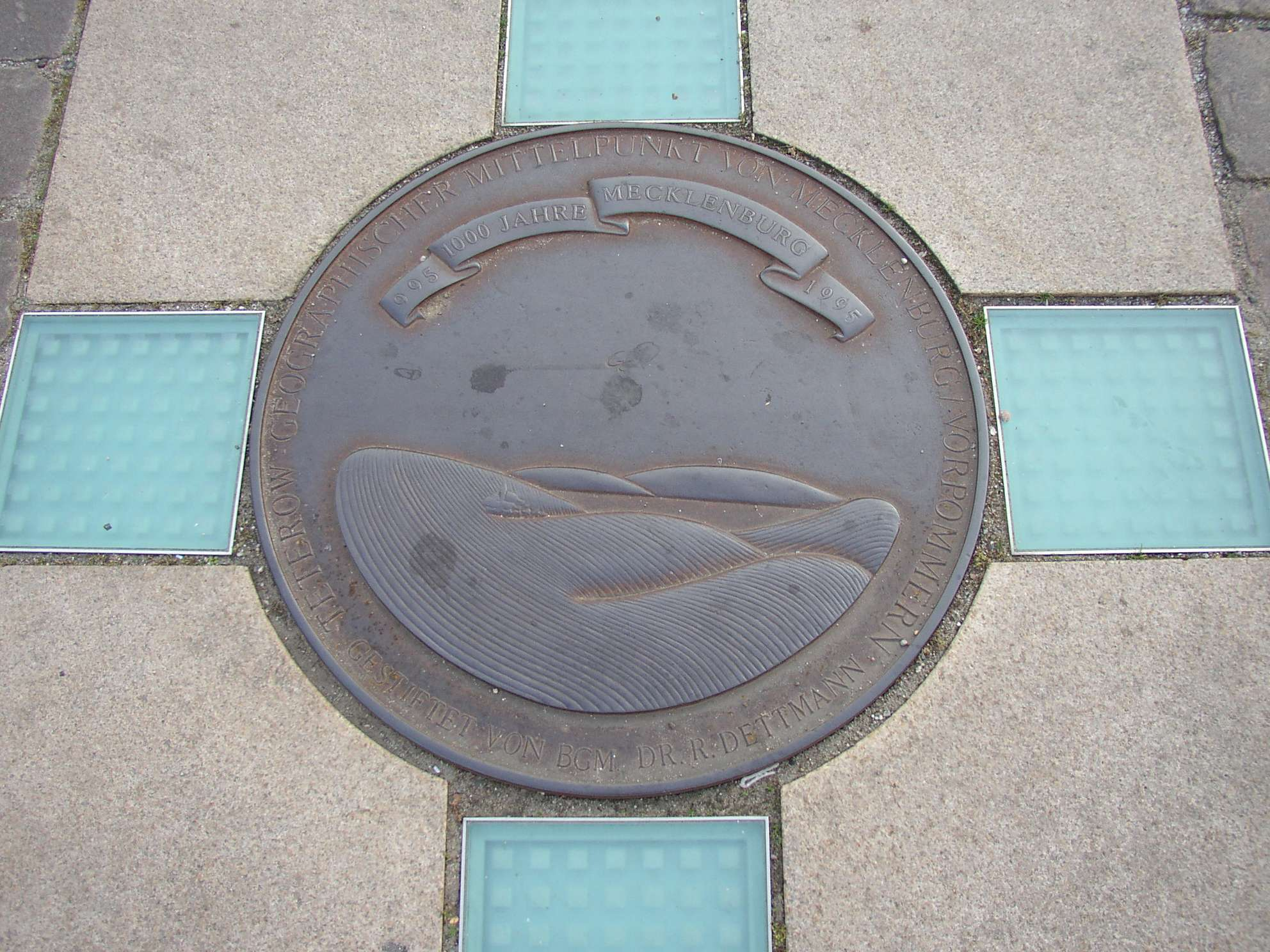
Знак географического центра земли Мекленбург-Передняя Померания
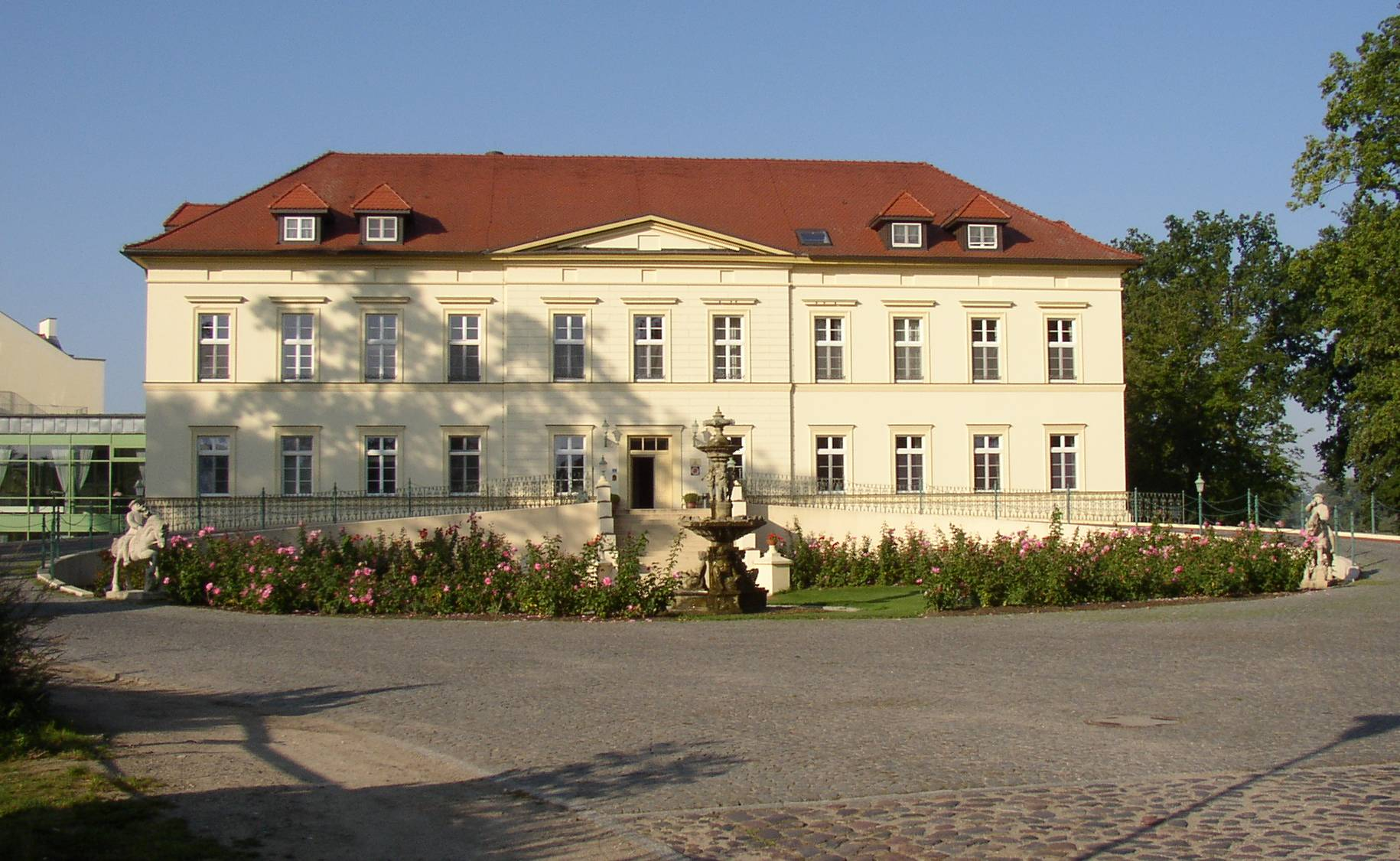
Замок Тешов
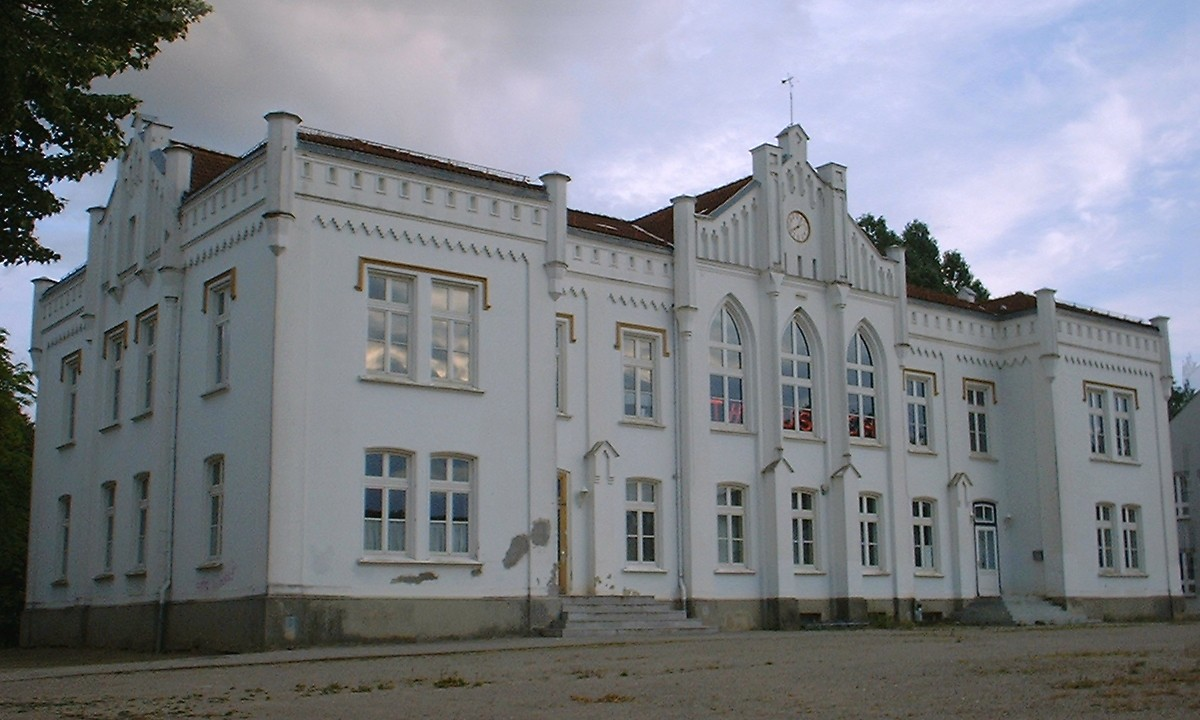
Театр